# Chris Klein (aktor)
Chris Klein, właściwie Frederick Christopher Klein (ur. 14 marca 1979 w Hinsdale) − amerykański aktor filmowy, najbardziej znany z roli Chrisa „Oza” Ostreichera w serii komediowej American Pie.

## Życiorys

### Wczesne lata
Urodził się w Hinsdale w stanie Illinois jako drugie z trojga dzieci nauczycielki Terese „Terri” (z domu Bergen) i inżyniera Freda Kleina. Ma starszą siostrę Debbie (ur. 1978) i młodszego brata Timothy'ego (ur. 1982). Mając trzynaście lat przeprowadził się do Omaha, w stanie Nebraska. W szkole średniej Millard West High School w Millard, w stanie Nebraska, gdzie podczas gry w futbol amerykański pełnił funkcję quarterbacka i linebackera oraz występował w musicalu West Side Story jako Tony. Studiował potem teatr na Texas Christian University w Fort Worth, w stanie Teksas. 

### Kariera
Na kinowy ekran trafił po raz pierwszy w komedii Wybory (Election, 1999) u boku Matthew Brodericka i Reese Witherspoon. Uznanie zdobył jako beztroski nastolatek Chris „Oz” Ostreicher w komedii American Pie, czyli sprawa dowCipna (American Pie, 1999), American Pie 2 (2001), oraz American Pie: Zjazd absolwentów (2012). 
W 2001 otrzymał hollywoodzką nagrodę jako Gwiazdor Jutra. W melodramacie Miejsce na Ziemi (Here On Earth, 2000) pojawił się w głównej roli zmanierowanego Kelvina „Kelley'ego” Morse'a, który zakochuje się w pochodzącej z zupełnie innego niż on świata Sam (Leelee Sobieski), o czym przekonuje się jej długoletni chłopak Jasper (Josh Hartnett). W komedii romantycznej Powiedz, że to nie tak (Say It Isn't So!, 2001) zagrał postać Gilberta Noble, który odkrywa, że jego dziewczyna Jo (Heather Graham), może być jego biologiczną siostrą. Wystąpił także w sensacyjnym dramacie historyczno-wojennym Byliśmy żołnierzami (We Were Soldiers, 2002) jako porucznik Jack Geoghegan, dramacie kryminalnym Odmienne stany moralności (The United States of Leland, 2003) z Ryanem Goslingiem oraz komedii Szalony weekend (The Long Weekend, 2005) u boku Brendana Fehra.

## Filmografia

### Filmy fabularne
- 1999: American Pie, czyli sprawa dowCipna (American Pie) jako Chris „Oz” Ostreicher
- 1999: Wybory jako Paul Metzler
- 2000: Miejsce na Ziemi (Here On Earth) jako Kelvin „Kelley” Morse
- 2001: Powiedz, że to nie tak (Say It Isn't So!) jako Gilbert Noble
- 2001: American Pie 2 jako Chris „Oz” Ostreicher
- 2002: Byliśmy żołnierzami (We Were Soldiers) jako porucznik Jack Geoghegan
- 2003: Odmienne stany moralności (The United States of Leland) jako Allen Harris
- 2005: Szalony weekend (The Long Weekend) jako Cooper Waxman
- 2005: Zostańmy przyjaciółmi jako Dusty Lee Dinkleman
- 2006: Jak zostać gwiazdą jako William Williams
- 2008: Hank & Mike jako Conrad Hubriss
- 2009: Street Fighter: Legenda Chun-Li jako Charlie Nash
- 2009: Sześć żon i jeden pogrzeb jako Stevie
- 2010: Caught in the Crossfire jako Briggs
- 2012: American Pie: Zjazd absolwentów jako Chris „Oz” Ostreicher

### Seriale telewizyjne
- 2006: Amerykański tata jako Gary/Rick (głos)
- 2008: Witamy „U Kapitana” jako Marty Tanner
- 2010: The Good Guys jako zastępca szeryfa George Jenkins
- 2011–2014: Wilfred jako Drew
- 2012: Franklin & Bash jako
- 2012: Dorastająca nadzieja jako Brad
- 2016: Prawomocny jako
- 2018-2019: Flash jako Orlin Dwyer/Cicada